# Диану (Валча)
Диану (рум. Dianu) насеље је у Румунији у округу Валча у општини Строешти. Oпштина се налази на надморској висини од 585 m.

## Становништво
Према подацима из 2002. године у насељу је живело 596 становника, од којих су сви румунске националности.